# Stříbrnáč Olfersův
Stříbrnáč Olfersův (Argyropelecus olfersii) je druh mořské ryby z čeledi stříbrnáčovití.

## Popis
Tělo je stříbřitě zbarvené, krátké, vysoké a po stranách silně zploštělé. Ryby jsou dlouhé 7 až 9 centimetrů. Na břiše má velmi velké světelné orgány, které jsou plně vyvinuty při standardní délce 16 až 17 mm. Oči směřují nahoru, tlama je téměř svislá. Ve spodní části skřelí jsou některé trny směřující dopředu a dolů. Bodec na horním okraji žaberních víček je krátký a směřuje ven. Břišní kýl je charakteristicky vydutý. Před dvěma krátkými hřbetními ploutvemi je kostnatý hřeben, na kořeni ocasní ploutve je dlouhá nízká tuková ploutvička.
Žije ve východním Atlantiku od pobřeží Islandu po Kanárské ostrovy a občas se vyskytují severněji v Severním moři (Norský příkop) a ve Skagerraku. Kromě toho se vyskytují v jižním Atlantiku u pobřeží Jižní Afriky a Namibie a v jihovýchodním Pacifiku u pobřeží Chile. 
Stříbrnáč Olfersův je mezopelagiální ryba žijící na otevřeném moři. Během dne zůstává v hloubkách 200 až 800 metrů a podniká pouze krátké vertikální výstupy. V noci stoupá až do hloubky 100 metrů pod hladinu vody. Žere hlavně korýše a malé ryby. Jejich larvy žijí v hloubkách 100 až 300 metrů.